# Architectural Record
Architectural Record è una rivista mensile statunitense dedicata all'architettura e al design dell'interni fondato nel 1891 a New York. Pubblicato da BNP Media, Durante i suoi 125 anni di stampa, ha presentato articoli che mostrano opere architettoniche degne di nota in tutto il panorama mondiale, con notizie, commenti, critiche. A giugno 2018 la sua taratura è stata di 93,469 copie.